# Arcidiecéze Bari-Bitonto
Arcidiecéze Bari-Bitonto je katolický metropolitní stolec v Itálii, která je začleněna do Církevní oblasti Apulie. Arcibiskupským sídlem je město Bari s katedrálou svatého Sabina; konkatedrálou je dóm sv. Valentina v Bitontu. Současným arcibiskupem je Giuseppe Satriano, jmenovaný papežem Františkem 29. října 2020.

## Historie
První historické doklady o biskupství v Bari jsou ze 3. století, v roce 530 se stala arcibiskupstvím podřízeným Konstantinopolskému patriarchátu a používala i byzantský ritus. Po zničení města Canosa v roce 844 se tamní biskup odebral do Bari a následně byla obě biskupství spojena, arcibiskupové až do roku 1986 používali titul arcibiskupové z Bari a Canosy. V roce 1087 byly do Bari přeneseny ostatky svatého Mikuláše a byla postavena jeho bazilika. V důsledku konkordátu mezi Svatým stolcem a Královstvím obojí Sicílie v roce 1818 byla k Bari přičleněna zaniklá Diecéze Bitetto.
Diecéze Bitonto zřejmě vznikla v 5. století, později byla sufragánní k Bari, v roce 1818 k ní byla připojena Diecéze Ruvo. Až v roce 1982 byla tato diecéze znovu oddělena a vznikla spojená Diecéze Molfetta-Ruvo-Giovinazzo-Terlizzi.
V roce 1986 byly spojeny obě diecéze Bari a Bitonto, a vznikla tak současná arcidiecéze.

## Církevní provincie Bari - Bitonto
Arcidiecéze je metropolitní a náležejí k ní následující sufragánní diecéze:
- Diecéze Altamura-Gravina-Acquaviva delle Fonti
- Diecéze Andria
- Diecéze Conversano-Monopoli
- Diecéze Molfetta-Ruvo-Giovinazzo-Terlizzi
- Diecéze Trani-Barletta-Bisceglie